# Інформатор (фільм, 1935)

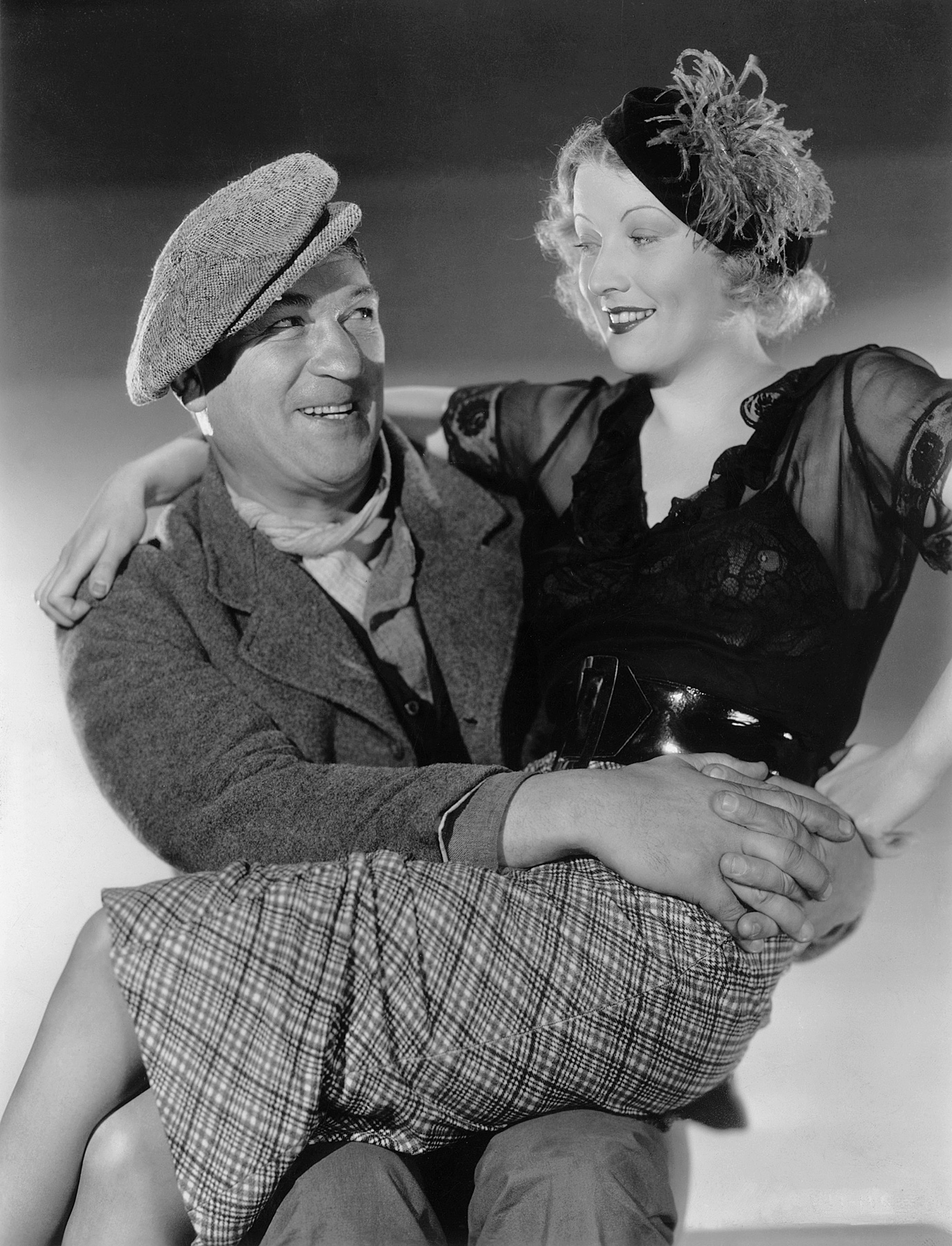
Віктор МакЛаглен і Марго Грем у кадрі з фільму

«Інформатор» (англ. The Informer) — американський фільм-драма 1935 року, поставлений режисером Джоном Фордом за однойменним романом Ліама О'Флаерті. Прем'єра відбулася 1 травня 1935 року на борту французького трансатлантичного лайнера «Нормандія». Стрічку було номіновано на здобуття премії «Оскар» у 6 категоріях, у чотирьох з яких він здобув перемогу 

## Сюжет
Дублін, 1932 рік, розпал війни за незалежність Ірландії. Джипо Нолан вигнаний з повстанської організації й голодує. Дізнавшись, що його кохана Кеті вимушена заробляти на панелі, він піддається спокусі й доносить британській владі на свого найкращого друга Френкі, члена Ірландської республіканської армії. На отриману винагороду (20 фунтів) він збирається поїхати до Америки разом з Кеті. Проте совість і відчуття провини не дають йому спокою. А згодом Джипо знаходять і вбивають…

## В ролях
| Віктор МакЛаглен | ···· | Джипо Нолан      |
| Гезер Ейнджел    | ···· | Мері Макфілліп   |
| Престон Фостер   | ···· | Ден Галлахер     |
| Марго Грем       | ···· | Кеті Медден      |
| Воллес Форд      | ···· | Френкі Макфілліп |
| Уна О'Коннор     | ···· | мисіс Макфілліп  |
| Дж. М. Керріган  | ···· | Террі            |
| Фрінсес Форд     | ···· | «суддя» Флінн    |

## Визнання
| Нагороди та номінації фільму «Інформатор» | Нагороди та номінації фільму «Інформатор» | Нагороди та номінації фільму «Інформатор»    | Нагороди та номінації фільму «Інформатор» | Нагороди та номінації фільму «Інформатор» | Нагороди та номінації фільму «Інформатор» |
| Рік                                       | Кінофестиваль/кінопремія                  | Категорія/нагорода                           | Номінант                                  | Результат                                 |                                           |
| ----------------------------------------- | ----------------------------------------- | -------------------------------------------- | ----------------------------------------- | ----------------------------------------- | ----------------------------------------- |
| 1935                                      | Венеційський міжнародний кінофестиваль    | Кубок Муссоліні за найкращий іноземний фільм | Інформатор                                | Номінація                                 |                                           |
| 1935                                      | Венеційський міжнародний кінофестиваль    | Найкращий сценарій                           | Дадлі Ноколс                              | Перемога                                  |                                           |
| 1935                                      | Національна рада кінокритиків США         | Найкращий фільм                              | Інформатор                                | Перемога                                  |                                           |
| 1935                                      | Національна рада кінокритиків США         | ТОП-10 фільмів                               | Інформатор                                | Включення                                 |                                           |
| 1936                                      | Премія Оскар                              | Найкращий фільм                              | Інформатор                                | Номінація                                 |                                           |
| 1936                                      | Премія Оскар                              | Найкраща режисерська робота                  | Джон Форд                                 | Перемога                                  |                                           |
| 1936                                      | Премія Оскар                              | Найкращий актор у головній ролі              | Віктор МакЛаглен                          | Перемога                                  |                                           |
| 1936                                      | Премія Оскар                              | Найкращий сценарій                           | Дадлі Ноколс                              | Перемога                                  |                                           |
| 1936                                      | Премія Оскар                              | Найкраща музика                              | Макс Стайнер                              | Перемога                                  |                                           |
| 1936                                      | Премія Оскар                              | Найкращий звуковий монтаж                    | Джордж Гайвлі                             | Номінація                                 |                                           |
| 1936                                      | Спільнота кінокритиків Нью-Йорка          | Найкращий фільм                              | Інформатор                                | Перемога                                  |                                           |
| 1936                                      | Спільнота кінокритиків Нью-Йорка          | Найкращий режисер                            | Джон Форд                                 | Перемога                                  |                                           |
| 1936                                      | Спільнота кінокритиків Нью-Йорка          | Найкращий актор                              | Віктор Маклаглен                          | 2-е місце                                 |                                           |